# スウェイン郡 (ノースカロライナ州)

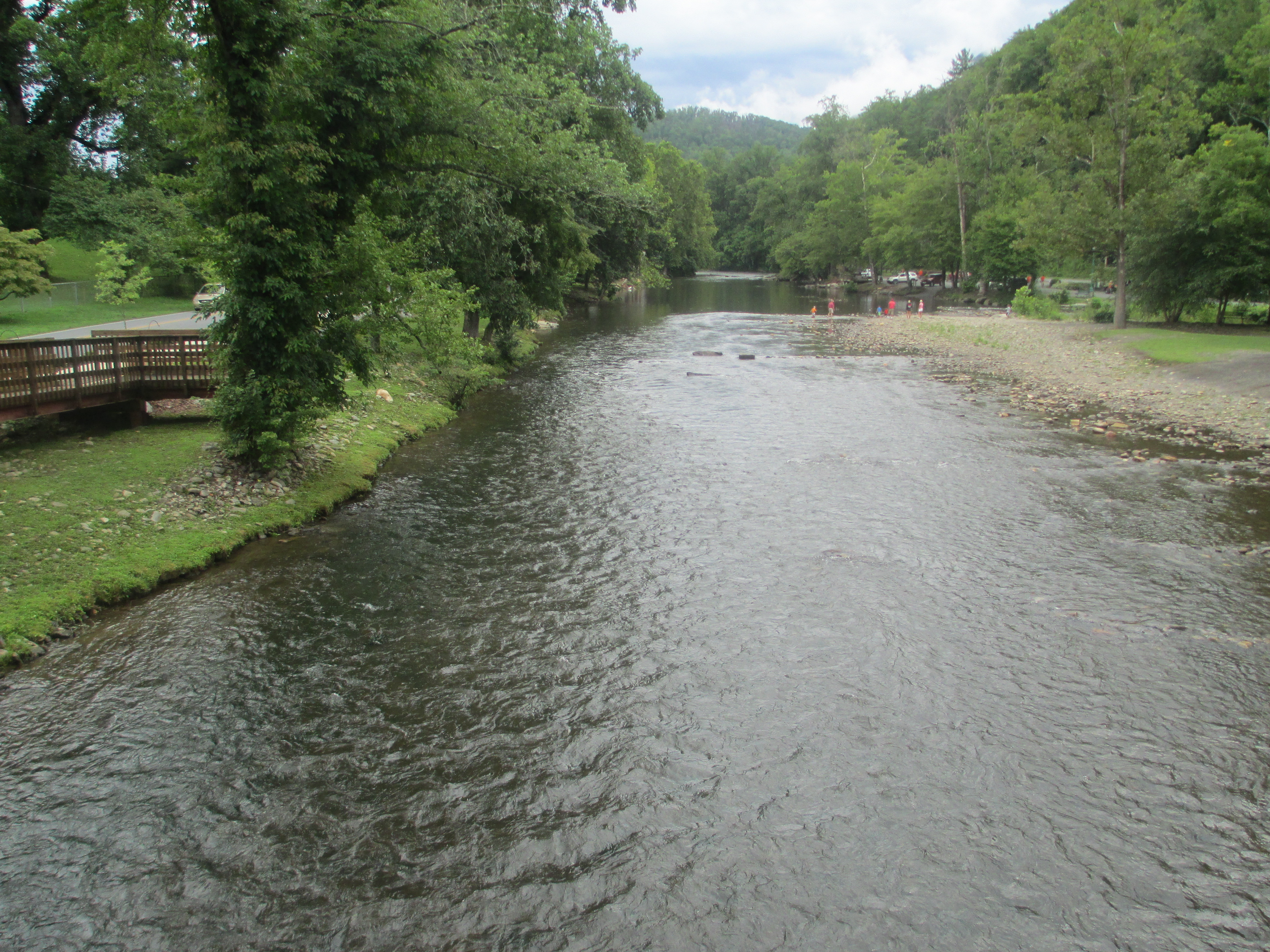
チェロキーの町を流れるオコナラフティ川

スウェイン郡（スウェインぐん、英: Swain County）は、アメリカ合衆国ノースカロライナ州の西部に位置する郡である。2010年国勢調査での人口は13,981人であり、2000年の12,968人から7.8%増加した。郡庁所在地は唯一の法人化町であるブライソンシティ町（人口1,424人）である。
郡内をナンタヘイラ川が流れている。この川は国内でも人気のある急流下りの場所の1つである。2010年、2013年の世界フリースタイルカヤック選手権を開催すると発表した。オコナラフティ川も郡内チェロキーの町を流れている。

## 歴史
スウェイン郡は1871年に、ジャクソン郡とメイコン郡の一部を合わせて設立された。郡名は1832年から1835年までノースカロライナ州知事、1835年から1868年までノースカロライナ大学学長を務めたデイビッド・L・スウェインに因んで名付けられた。
2006年スウェイン郡高校でアメリカ空軍ジュニア予備役士官訓練司令部が設立された。この部隊は市民の中の高校生士官候補生を教育訓練し、市民社会でのサービスを促進し、責任感、自覚、自己規律性を植え付け、航空宇宙の基礎を教えるために創設された。

## 郡政府
スウェイン郡は地域の自治体委員会であるサウスウェスタン委員会のメンバーである。
チェロキーの町はチェロキー族インディアン東部バンドの居留地であるクアラ・バウンダリーの中にある。町の役所は無く、郡や州の法よりも部族と連邦法に従っている。

## 地理
アメリカ合衆国国勢調査局に拠れば、郡域全面積は541平方マイル (1,401 km2)であり、このうち陸地528平方マイル (1,368 km2)、水域は13平方マイル (34 km2)で水域率は2.32%である。
スウェイン郡は州西部のグレート・スモーキー山脈の中に位置し、ノースカロライナ州やテネシー州のどの郡よりもグレート・スモーキー山脈国立公園に入る面積が大きい。
郡内最高地点はノースカロライナ州とテネシー州の州境にあり、標高6,643フィート (2,025 m) クリングマンズ・ドームである。この山は州内第3位の高峰であり、その頂上には展望塔がある。

### 郡区
スウェイン郡は3つの郡区に分割されている。チャールストン、フォーニークリーク、ナンタヘイラの各郡区である。

### 主要高規格道路
- アメリカ国道19号線
- アメリカ国道74号線
- アメリカ国道129号線
- アメリカ国道441号線
- ノースカロライナ州道28号線

### 隣接する郡
- セビア郡 (テネシー州) - 北
- ヘイウッド郡 - 東
- ジャクソン郡 - 南東
- メイコン郡 - 南
- グラハム郡 - 南西
- ブラウント郡 (テネシー州) - 北西

### 国立保護地域
- ブルーリッジ・パークウェイ（部分）
- グレート・スモーキー山脈国立公園（部分）
- ナンタハラ国立の森（部分）

## 人口動態
以下は2000年の国勢調査による人口統計データである。
| 基礎データ - 人口: 12,968人 - 世帯数: 5,137 世帯 - 家族数: 3,631 家族 - 人口密度: 9人/km2（25人/mi2） - 住居数: 7,105軒 - 住居密度: 5軒/km2（14軒/mi2） 人種別人口構成 - 白人: 66.33% - アフリカン・アメリカン: 1.70% - ネイティブ・アメリカン: 29.03% - アジア人: 0.15% - 太平洋諸島系: 0.01% - その他の人種: 0.49% - 混血: 2.28% - ヒスパニック・ラテン系: 1.47% 先祖による構成 - アメリカ人：16.3% - アイルランド系：8.0% - スコットランド・アイルランド系：7.6% - ドイツ系：6.9% - イギリス系：6.6% 言語による構成 - 英語：95.2% - チェロキー語：2.9% - スペイン語：1.3% | 年齢別人口構成 - 18歳未満: 24.3% - 18-24歳: 8.3% - 25-44歳: 26.7% - 45-64歳: 25.4% - 65歳以上: 15.3% - 年齢の中央値: 39歳 - 性比（女性100人あたり男性の人口） - 総人口: 94.6 - 18歳以上: 91.2 世帯と家族（対世帯数） - 18歳未満の子供がいる: 30.0% - 結婚・同居している夫婦: 52.3% - 未婚・離婚・死別女性が世帯主: 13.9% - 非家族世帯: 29.3% - 単身世帯: 25.8% - 65歳以上の老人1人暮らし: 11.1% - 平均構成人数 - 世帯: 2.44人 - 家族: 2.91人 | 収入と家計 - 収入の中央値 - 世帯: 28,608米ドル - 家族: 33,786米ドル - 性別 - 男性: 26,570米ドル - 女性: 20,722米ドル - 人口1人あたり収入: 14,647米ドル - 貧困線以下 - 対人口: 18.3% - 対家族数: 13.3% - 18歳未満: 25.6% - 65歳以上: 19.1% |

## 都市と町

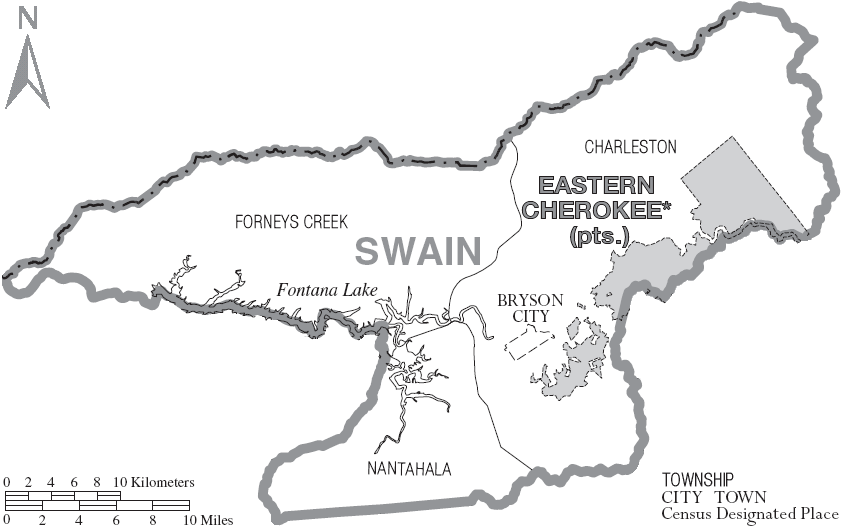
スウェイン郡の自治体と郡区

- ブライソンシティ - 郡庁所在地
- チェロキー
- ウィッティア